# Électrothérapie
L'électrothérapie est l'emploi de l'électricité dans un but thérapeutique. Les courants de faible puissance appliqués en surface de la peau de manière non invasive (électrostimulation) sont utilisés principalement en rééducation fonctionnelle des traumatismes du système nerveux et dans d'autres indications comme le traitement de la douleur chronique. Ces douleurs peuvent être des douleurs neuropathiques (zona, radiculalgies, lésions nerveuses, douleurs d'amputation, neuropathies radiculaires ou tronculaires...), des douleurs nociceptives aiguës (douleurs de fractures ou douleurs musculaires traumatiques, dysménorrhées...) ou des douleurs nociceptives chroniques (lombalgie, lombosciatique, arthrose, tendinite, cervicalgie, algodystrophie, fibromyalgie). L'électrothérapie est généralement utilisée ou recommandée par des médecins, des kinésithérapeutes ou des physiothérapeutes. Une technique en développement est l'électrotransfert.

## Histoire

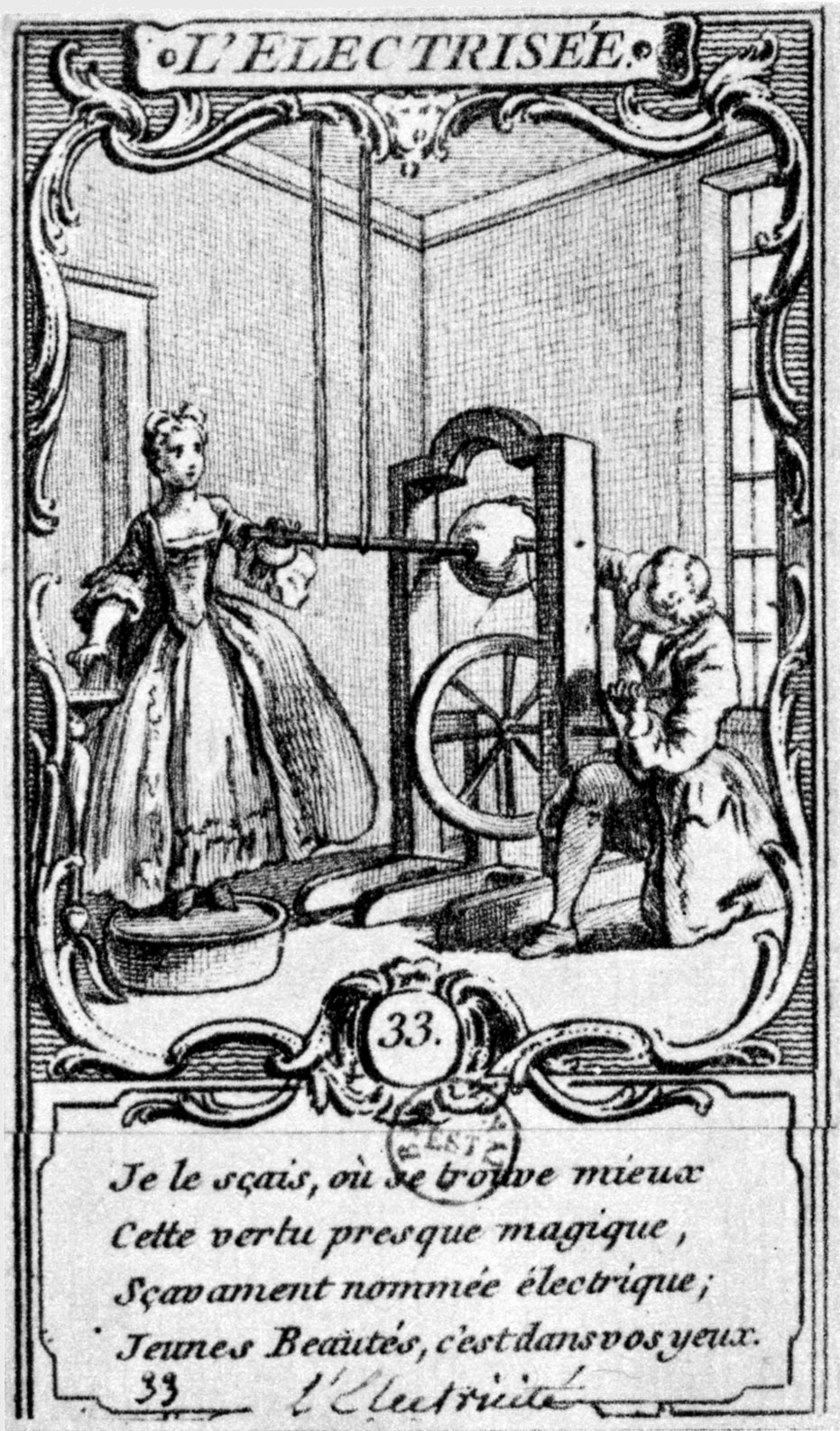
L'électrisée : gravure du XVIIIe siècle de Gravelot montrant l'électrisation d'une patiente au moyen d'une machine électrostatique.

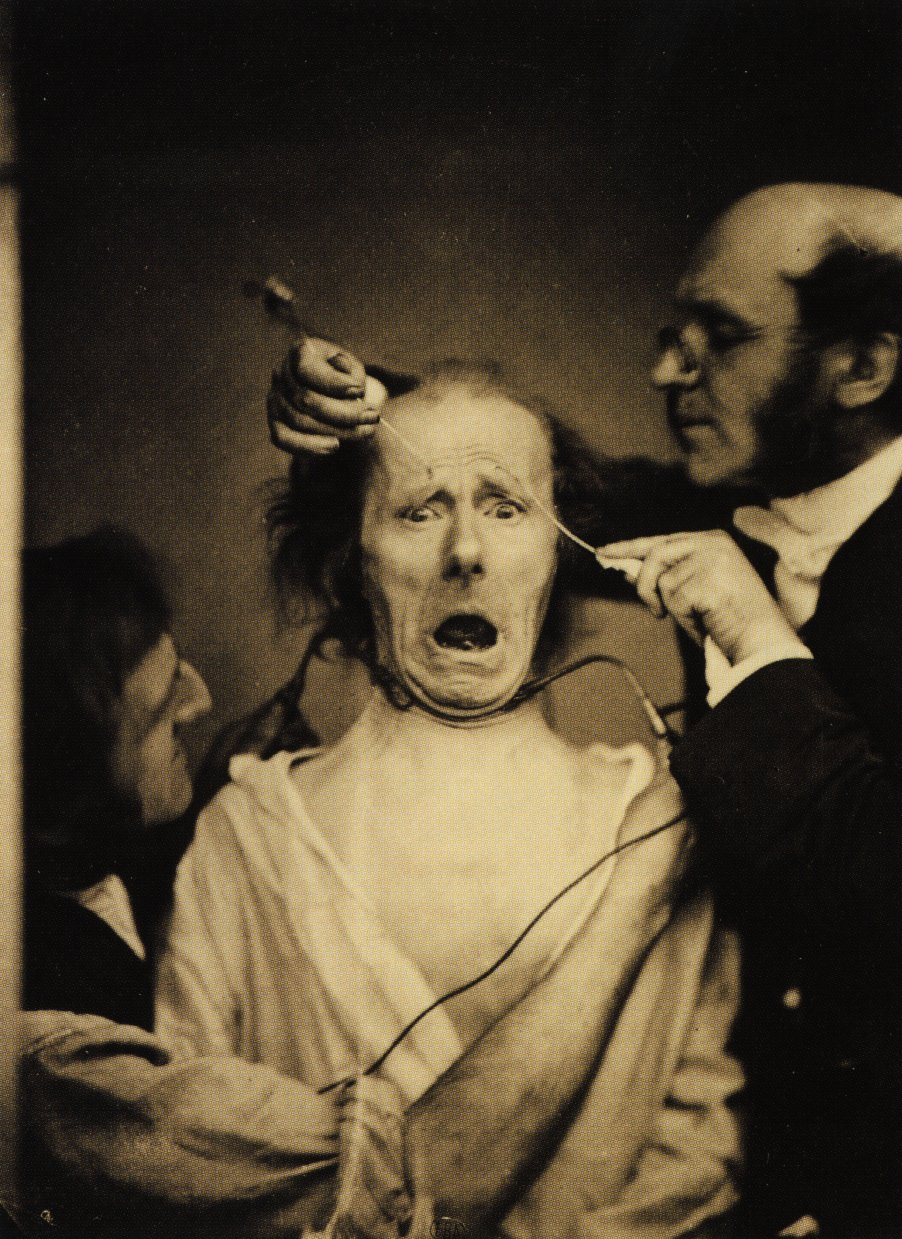
Contractions des muscles du visage provoquées chez un patient par l'application locale de courant galvanique par Guillaume Duchenne de Boulogne (1806-1875)

Des phénomènes naturels électriques étaient connus et utilisés à des fins médicales dès la haute  Antiquité égyptienne. Les décharges électriques produites par l'organe électrique des poissons-chats sont illustrées dans un bas-relief du Mastaba de Ti à Saqqarah, datant de -2400 environ. On sait aussi que les médecins de l'Empire romain utilisaient les décharges générées par le poisson torpille pour traiter certains cas. C'est ainsi que Scribonius Largus, médecin attitré de l'empereur Claude (41-54), utilise ces animaux contre la migraine ou la goutte.
Au XVIIIe siècle le physicien genevois Jean Jallabert, utilisant une machine électrostatique produisant des étincelles constate que l'électrisation en des points précis des différents muscles est capable de produire des contractions isolées de ces muscles. En 1748, il parvient à obtenir une amélioration notable en dirigeant la décharge sur les muscles extenseurs de l'avant-bras, chez un patient ayant un bras paralysé, bien que le caractère durable de cette amélioration soit ensuite contesté par l'abbé Nollet. En août 1783, Jean-Paul Marat se voit décerner le prix de l'Académie de Rouen pour son Mémoire sur l'électricité médicale. Pour atténuer les douleurs produites chez ses patients par les décharges électriques administrées durant les séances (celles-ci pouvant durer jusqu'à trois heures), il a l'idée de distraire l'attention de ses malades en faisant intervenir un conteur.
L'utilisation thérapeutique de l'électricité se répand également en Angleterre à la fin du XVIIIe siècle : elle est documentée à Londres dès 1767 au Middlesex Hospital et dix ans plus tard au St. Bartholomew's Hospital. Si des usages autres que thérapeutiques existent probablement, le Guy's Hospital possède une liste de cas publiés dans les années 1800.
Les procédures électriques à visée thérapeutique sont introduites pour la première fois en médecine moderne par Christian Bischoff (1781-1861), un professeur de pharmacologie à l'Université d'Iéna. Il les utilise chez l'homme dans le traitement de certaines maladies neurologiques. Bischoff est de 1818 jusqu'à sa mort professeur de pharmacologie et pharmacologiste d'État à Bonn. Il utilise un dispositif électrothérapeutique composé d'électrodes en argent pour guérir l'« organe paralysé » d'une de ses patientes,.
En 1855 Guillaume Duchenne (1806-1875), qui est souvent considéré comme le père de l'électrothérapie, constate la supériorité du courant alternatif sur le courant continu pour déclencher une contraction musculaire. Ce qu'il appelle l'« effet chauffant » du courant continu était irritant pour la peau et aux tensions nécessaires à l'obtention d'une contraction des muscles provoquait l'apparition de vésicules (à l'anode) et d'ulcérations (à la cathode).

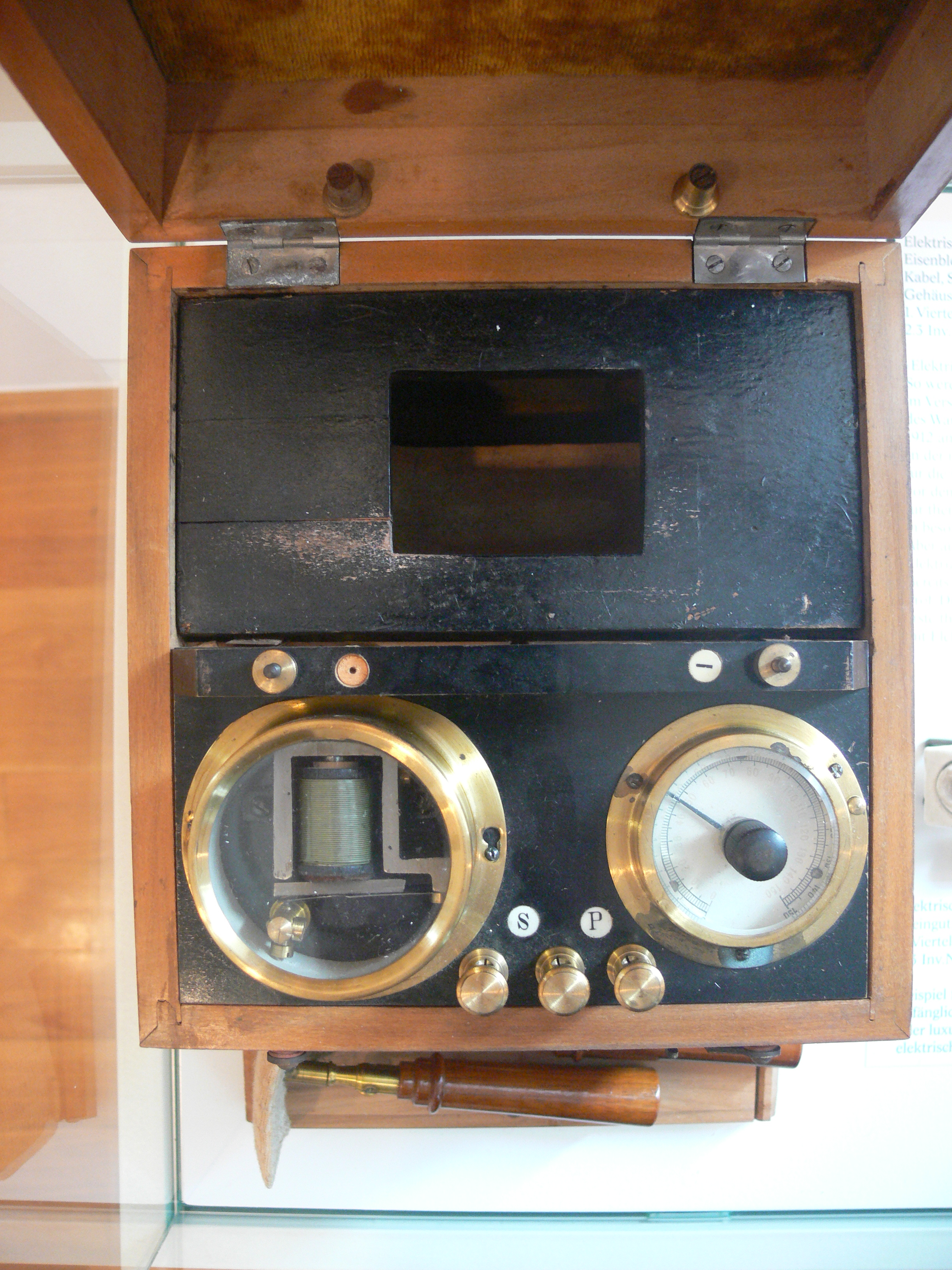
Appareil d'électrothérapie utilisé dans les années 1920. Musée des cultures populaires du Wurtemberg, Waldenbuch.

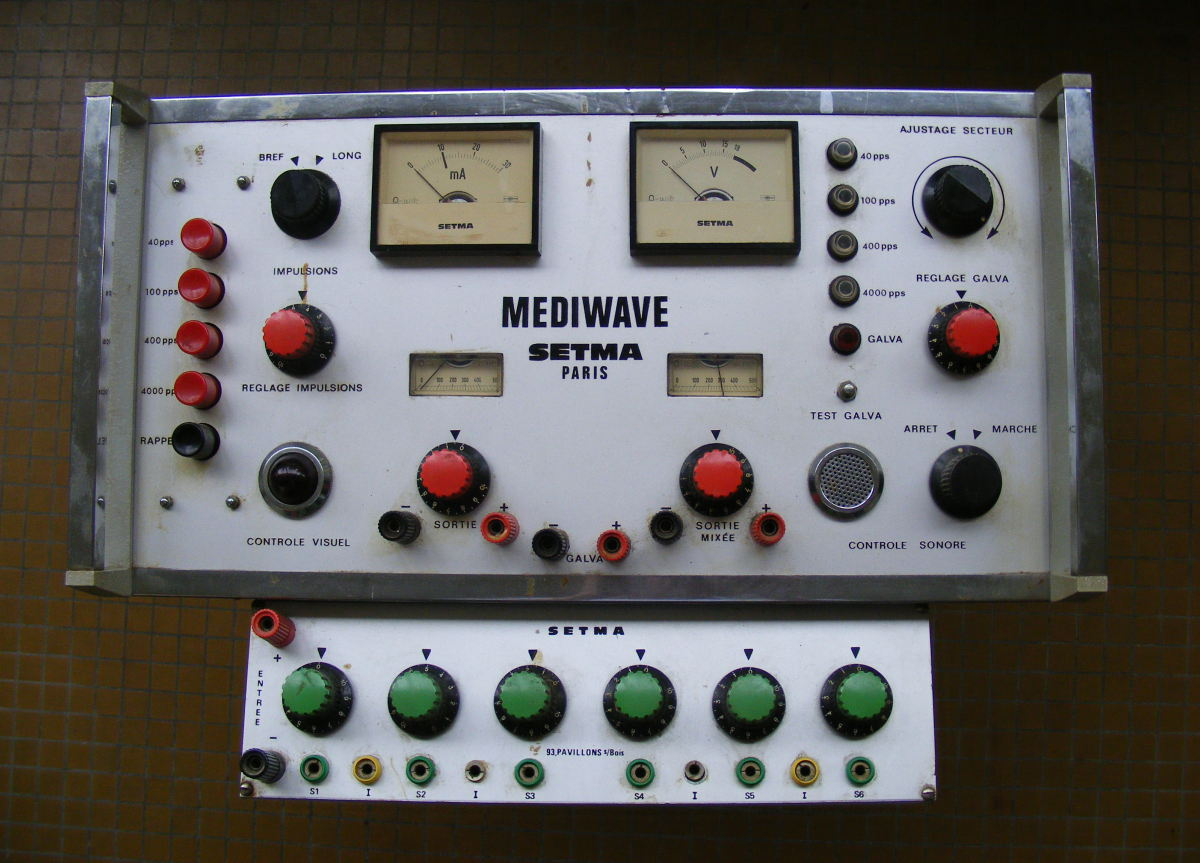
Appareil d'électrothérapie de la société SETMA utilisé dans les années 1980.

D'autres différences dans les propriétés de l'excitation des fibres musculaires existent entre courant continu et alternatif. Le courant continu (excitation « galvanique ») nécessite d'ouvrir ou de fermer le circuit électrique pour obtenir chaque contraction ; la force des contractions obtenues dépend de l'état de relaxation préalable du muscle. Le courant alternatif permet au contraire de produire de fortes contractions quel que soit l'état du muscle.

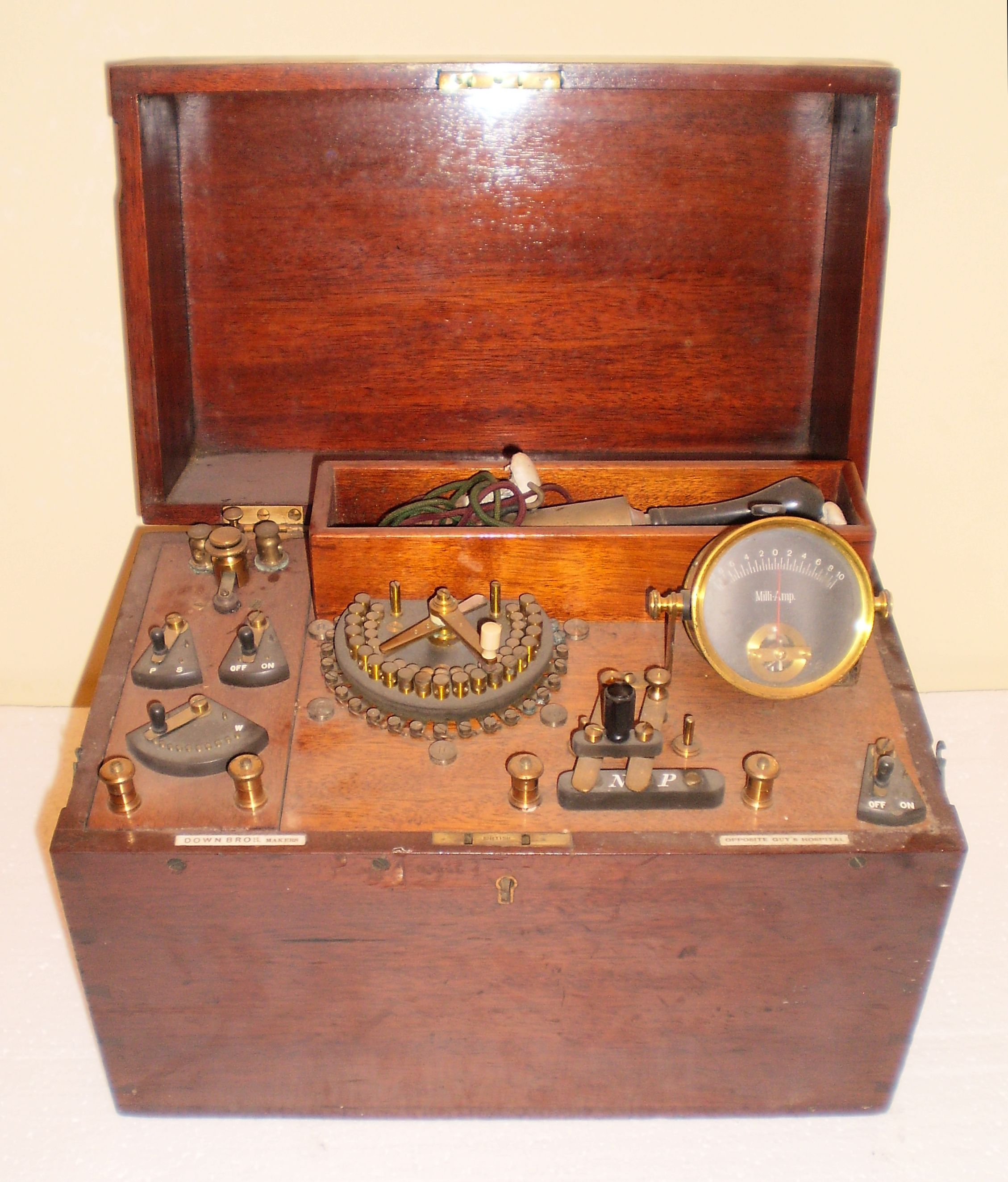
Un appareil d'électrothérapie du début du XXe siècle

Les différentes techniques d'utilisation de l'électricité médicale se perfectionnent et se développent également en Allemagne à la fin du XIXe siècle où le professeur Wilhelm Erb de Leipzig est l'auteur, en 1882, d'un important manuel d'électrothérapie (Handbuch der Elektrotherapie).

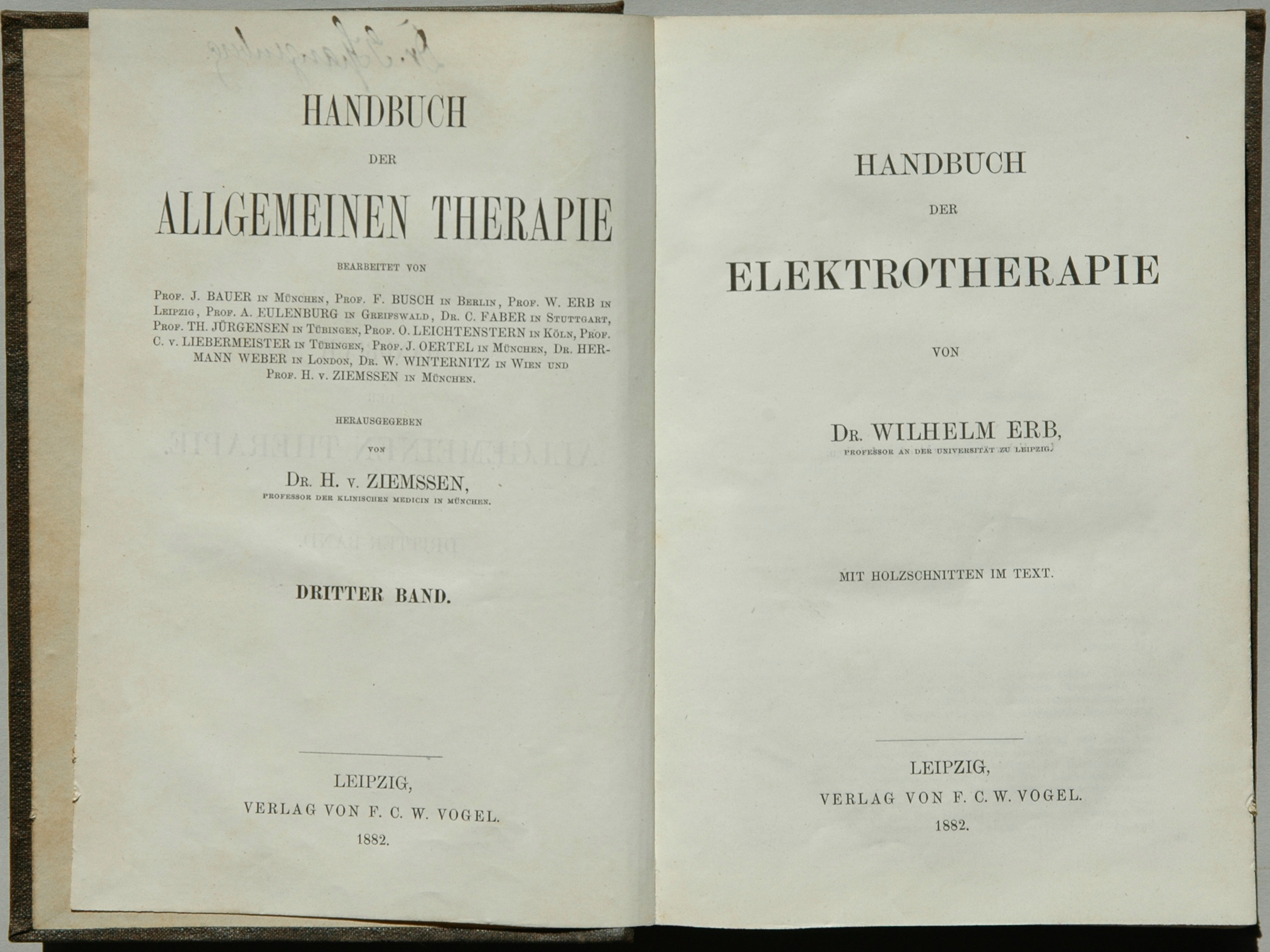
Pages de garde de la première édition du manuel d'électrothérapie de 1882.

Depuis ces découvertes les techniques de rééducation fonctionnelle basées sur les contractions musculaires se sont développées en utilisant des ondes biphasiques symétriques. Dans les années 1940 cependant le département militaire américain, étudiant les effets des stimulations électriques non seulement pour retarder ou prévenir l'atrophie musculaire, mais pour restaurer la masse et la force musculaire employa ce qu'on appela l'entraînement galvanique sur les mains atrophiées de patients souffrant de lésions du nerf ulnaire après une blessure opérée. Ces entraînements galvaniques utilisent une forme d'onde monophasique appelée « courant continu électrochimique ». L'Électrochimiothérapie (en anglais : electrochemical therapy, ECT ou EChT) a connu un certain succès comme méthode d'électrothérapie en raison de ses bons résultats en clinique.

## TENSou neurostimulation électrique transcutanée à visée antalgique
La neurostimulation électrique transcutanée (NSTC), plus connue sous son sigle anglais TENS (Transcutaneous Electrical Nerve Stimulation) consiste à stimuler électriquement les nerfs au moyen d’électrodes posées à la surface de la peau. La principale indication de la TENS est le traitement de la douleur. Son action analgésique serait due au fait que les courants transcutanés interféreraient avec la conduction nerveuse. Les courants utilisés sont généralement des courants de fréquence basse (60–200 Hz) ou très basse (< 10 Hz).

### Les différents types de TENS
La stimulation dite « conventionnelle » (ou Gate Control) peut être utilisée sur une période courte mais le soulagement de douleur dure alors aussi moins longtemps. La stimulation de très basse fréquence, parfois similaire à l’électropuncture est plus inconfortable et tolérable pendant seulement 20–30 minutes, mais le soulagement dure plus longtemps.
Peu importe l'appareil utilisé : tous les dispositifs semblent aussi efficaces les uns que les autres.
Les utilisateurs de TENS peuvent expérimenter différents placements d'électrodes. Les électrodes peuvent être placées sur le territoire douloureux, autour du territoire douloureux ou sur le trajet du nerf afférent au territoire douloureux.
Plusieurs essais sont parfois nécessaires pour trouver la bonne combinaison entre positionnement des électrodes et type de programme, pour une efficacité maximale, et constater si l'appareil TENS a un effet bénéfique ou non sur la douleur. Il est conseillé de consulter une structure anti-douleur à l'hôpital, et d'y suivre une éducation thérapeutique à l'utilisation de la TENS, pour définir, en coordination avec l'équipe soignante, les réglages qui conviennent le mieux à chaque type de pathologie.

### Utilisation en France et dans le monde
Cette technologie est très utilisée aux États-Unis et en Allemagne, dans le traitement de la douleur en remplacement des analgésiques. Son utilisation se développe de plus en plus en France, où elle est remboursée par la sécurité sociale depuis 2000. La prise en charge par les caisses d'assurance maladie de ces appareils est assurée pour les patients atteints de douleurs neurogènes d'origine périphérique.
« La prise en charge est subordonnée à :
- la réalisation d'un test d'efficacité de la technique selon une échelle d'évaluation de la douleur, dans une structure de lutte contre les douleurs chroniques rebelles répondant aux critères de la circulaire DGS/DH 94 no 3 du 07-01-1994 et figurant sur la liste tenue par, les agences régionales de l'hospitalisation conformément à la circulaire no 98/47 DGS/DH du 04-02-1998.
- la prescription et le suivi de l'efficacité de la technique à un mois, trois mois et six mois par l'équipe de la structure de lutte contre la douleur chronique rebelle qui a initialisé la technique. »

On peut l’utiliser à domicile en longue durée avec des appareils portables à prix réduits. Un médecin algologue (exerçant par exemple dans un centre anti-douleur) peut prescrire un appareil TENS à la location par le patient puis à l'achat en cas de succès thérapeutique, ou tout autre médecin ayant validé un diplôme universitaire de prise en charge de la douleur ou une capacité d’évaluation et de traitement de la douleur. Ces appareils sont disponibles en pharmacie, sur de nombreux sites de vente en ligne, ou chez les revendeurs de matériel médical.

### Efficacité du TENS
Une équipe de recherche de la collaboration Cochrane a réalisé une synthèse de toutes les revues Cochrane réalisée sur l'efficacité du TENS contre les douleurs chroniques. Elle conclut ainsi : "Nous n’avons donc pas pu conclure avec certitude que, chez les personnes souffrant de douleurs chroniques, la TENS est nuisible ou bénéfique pour soulager la douleur, diminuer l’invalidité, améliorer la qualité de vie liée à la santé, limiter l’utilisation de médicaments antidouleur ou donner l’impression de changer globalement les choses."

## Stimulation à caractère excito-moteur
L'électrostimulation à visée excito-motrice peut suivre plusieurs objectifs : la modification de son activité fonctionnelle ou une modification d'ordre métabolique. La réponse neuro-musculaire va dépendre des caractéristiques du courant utilisé. Les courants utilisés peuvent être de basse fréquence (le plus fréquent actuellement) ou de moyenne fréquence.
Il est possible d'exciter un muscle innervé (sain) mais aussi un muscle dénervé (totalement ou partiellement lésé) pour le stimuler afin de l'entretenir durant la phase de ré-innervation (repousse du nerf).

## Courants de basse fréquence
Les courants de basse fréquence (le plus souvent entre 20 et 100 Hz) sont ici utilisés pour obtenir une contraction involontaire du muscle dans un but thérapeutique, esthétique ou sportif :
Exemples de traitement de stimulation musculaire excito-motrice avec des courants de basse fréquence : réhabilitation, faire travailler un muscle atrophié (membre sup ou inf) pendant une période d'immobilisation, amélioration du retour veineux, renforcement de la masse musculaire, de la résistance, de l'endurance, meilleure vascularisation, ou relaxation. Ces courants peuvent aussi servir à la rééducation uro-gynécologique (avec sonde vaginale ou électrodes de surface), au traitement de l'instabilité vésicale, de l'incontinence mixte ou d'effort.

## Courants de moyenne fréquence
Selon Arsène d'Arsonval, les « phénomènes d'excitabilité du courant croissent en fonction de la fréquence jusqu'à 2 500 Hz, restent stationnaires jusqu'à 5 000 Hz, puis décroissent rapidement jusqu'à l'inexcitabilité neuro-musculaire qui caractérise le début de la haute fréquence. »
D'autre part, toujours selon d'Arsonval, « l'impédance de la peau diminue également avec l'augmentation de la fréquence » et « permet une pénétration électrique transcutanée beaucoup plus grande qu'en basse fréquence. »
Généralement, la gamme thérapeutique des courants de moyenne fréquence, de type sinusoïdal alternatif, va de 1 000 à 8 000 Hz.
La moyenne fréquence présente les avantages suivants : elle permet d'atteindre le seuil d’excitation motrice avant d'atteindre le seuil de la sensibilité (la tétanisation est ainsi indolore); elle permet ainsi de mieux supporter les intensités élevées, contrairement à la basse fréquence (BF). Enfin, elle procure aussi un effet vasodilatateur plus important.
Les courants de moyenne fréquence peuvent être appliqués soit seul, soit avec une modulation en basse fréquence (BF), soit encore avec une application interférentielle.
En effet, le courant de moyenne modulé en BF ou interférentiel présente alors aussi un effet antalgique pour le traitement des douleurs rhumatismales ou lombaires.

### Courants de moyenne fréquence avec modulation BF

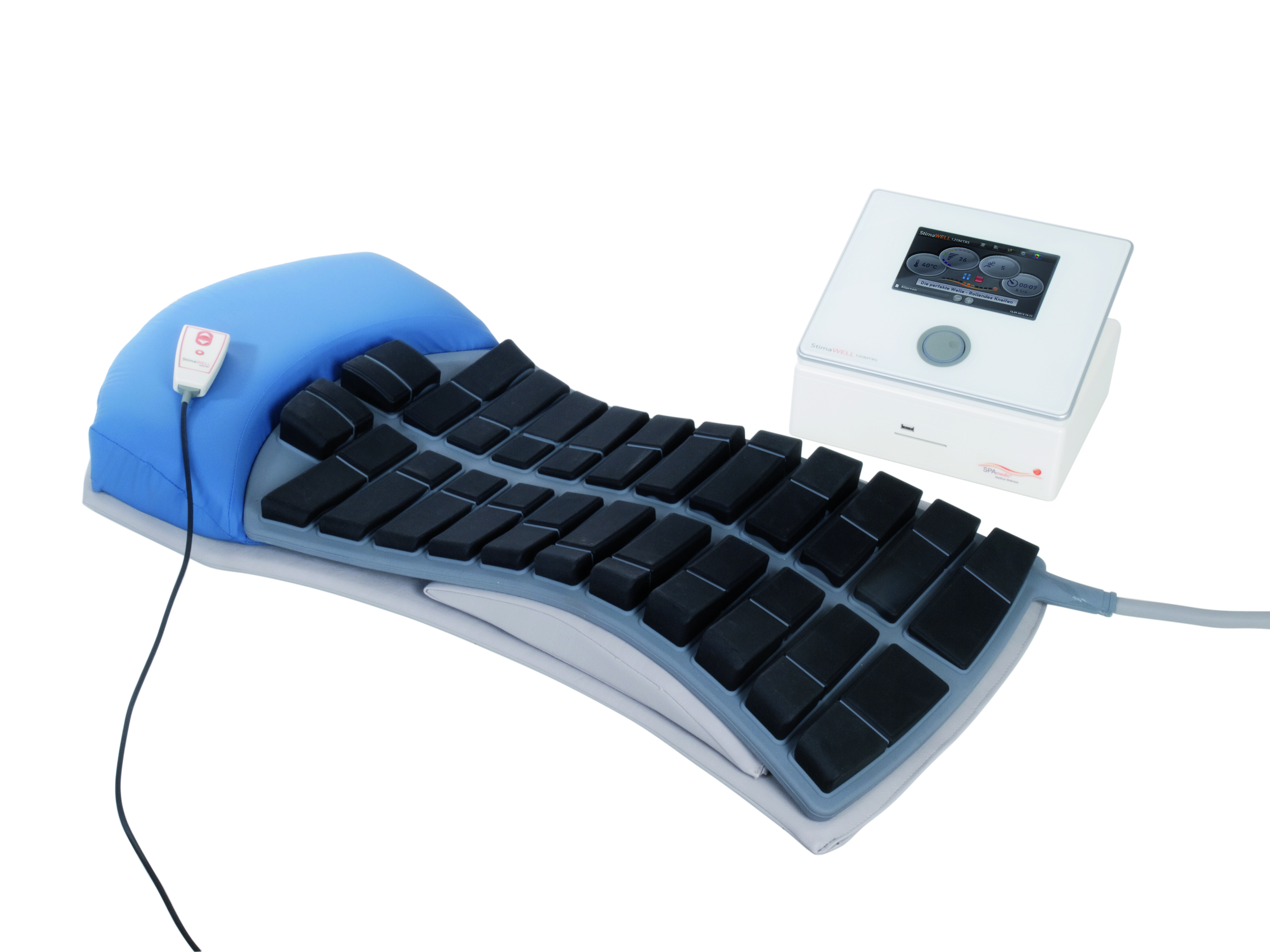
Ondes Dynamiques Profondes combinant courants de moyenne fréquence avec modulation basse fréquence et chaleur

Quand ils sont combinés avec de la basse fréquence (50  à   100 Hz), ou de la très basse fréquence (1  à   10 Hz), les courants de moyenne fréquence sont mieux supportés et permettent d'exploiter aussi bien le fort recrutement, en profondeur, des fibres musculaires, tout en conservant un certain confort de stimulation.
La plupart des appareils délivrant des courants de moyenne fréquence sont des appareils stationnaires qui ont peu à peu disparu dans les cabinets de kinésithérapie. En effet, ces dernières années ont vu le développement des petits appareils portables, fonctionnant sur piles ou batterie grâce à la miniaturisation de la technologie. Malheureusement ces appareils ne proposent que des courants de basse fréquence, et ne sont pas suffisamment puissants pour pouvoir délivrer des courants de moyenne fréquence, trop gourmands en énergie. De récentes études ont mis en évidence l'intérêt des Ondes Dynamiques Profondes utilisant des courants de moyennes fréquences pour traiter les rachialgies, les contractures musculaires et les lombalgies,.

### Courants de moyenne fréquence interférentiels
Ils sont également connus sous leur nom anglais, « Interferential current » (« IFC ») : ces « courants interférentiels » sont utilisés pour un traitement sur des zones plus profondes que le TENS qui agit en surface. On utilise une onde modulée avec une porteuse de 4 000 hertz avec le même signal de base que le TENS. L'onde pénètre la peau en profondeur avec des doubles électrodes. Au croisement de celles-ci, le signal génère la fréquence de base de type TENS.
Utilisations :
- rééducation fonctionnelle (courant excito-moteur pour le renforcement musculaire)
- antalgique, anti-douleur : courant TENS ou endorphinique
- préparation physique du sportif[22] avec notamment les travaux de Gilles Cometti [23](décédé le 31/7/2007) de l'UFR STAPS de l’université de Bourgogne pour l’entraînement des sportifs de haut niveau  mais aussi un article très fouillé de Pierre-Jean Vazel dans le Monde avec témoignages et rappels historiques sur des athlètes ayant eu recours à ces techniques
- esthétique : tonification et galbe des muscles, consommations énergétiques sans risques ligamentaire ou cardiaque dans le cadre de pertes de poids, mobilisation des réserves adipocytaires[24][source insuffisante]

## Electrotransfert
De petites molécules chargées (ex bléomycine, cis-platinium), de petits oligonucléotides (siRNA, LNA), des protéines et même de l'ADN plasmidique peuvent être électro-transférés dans une cellule ou un organisme vivant. Dans les années 2010-2020, des travaux se font, dont en France, in vitro sur cellules de culture (modèles 2D et 3D) ainsi qu'in vivo, par exemple sur le modèle murin. Ils visent à tester des générateurs d'impulsions électriques et des systèmes d'électrodes (adaptés pour l'étude in vitro et in vivo) de nouveaux outils de délivrance de médicament, par exemple basés sur la lectine ou (électrochimiothérapie...),, de ciblage  (ex : par délivrance aptamères d'ADN ne se liant qu'aux cellules cancéreuses) et de diagnostic, ainsi qu'à adapter à ces technologies les systèmes d'imagerie (ex : chambre à fenêtre dorsale, microscopie (et macroscopie) à fluorescence pour visualiser les tumeurs solides).